# Tiziano Marchesi
Tiziano Marchesi (Sant'Angelo Lodigiano, 2 marzo 1969) è un ultramaratoneta italiano.

## Biografia
Tra il 6 e l'8 maggio 2011 ha stabilito il record italiano di 48 h su strada, coprendo una distanza di 413,63 km e migliorando il suo precedente record di 404,055 km, stabilito l'anno precedente; nell'ottobre del 2017 ha migliorato il suo primato, portandolo a 413,838 km.
Era inoltre già detentore, insieme a Ivan Cudin ed Ulrich Gross, del record italiano di 24 h a squadre, con una distanza di 758,392 km; nell'occasione, aveva anche vinto una medaglia d'oro a squadre negli Europei di questa specialità.
Tra il 9 ed il 15 maggio 2019 ha stabilito un ulteriore primato italiano, questa volta sui 6 giorni, nei quali ha percorso una distanza di 914,166 km, migliorando di quasi 90 km il precedente record italiano e diventano il primo italiano di sempre a superare il muro dei 900 km in questa gara.

## Campionati nazionali
2005
- 10º al Campionato Italiano 12h su Pista ( Montelupo Fiorentino) - 110,138 km

## Altre competizioni internazionali
1999
- 20º alla 70km Le Cerchie - 6h01'09"

2000
- 28º alla 100 km del Passatore ( Firenze-Faenza) - 9h06'40"

2001
- 8º alla Lupatotissima ( San Giovanni Lupatoto), 100 km - 9h40'26"
- 8º alla Le 100 km du Spiridon Catalan ( Pia) - 9h20'00"
- 50º alla 50 km di Romagna ( Castel Bolognese) - 3h47'47"

2002
- 41º alla 100 km del Passatore ( Firenze-Faenza) - 9h28'44"
- 14º alla Les 100 km de St. Nazaire les Eymes ( St. Nazaire les Eymes) - 9h04'58"

2003
- 36º alla 100 km del Passatore ( Firenze-Faenza) - 9h30'05"

2004
- Argento alla Lupatotissima ( San Giovanni Lupatoto), 24 h - 198,74 km
- 89º alla 100 km del Passatore ( Firenze-Faenza) - 9h20'20"
- 5º alla 100 km di Jesi ( Jesi) - 9h36'00"

2005
- 55º alla 100 km del Passatore ( Firenze-Faenza) - 10h33'25"
- 7º alla Lupatotissima ( San Giovanni Lupatoto), 100 km - 9h40'00"

2006
- Argento alla Les 24H du Nouveau Bassin ( Mulhouse) - 213,061 km
- 36º alla 100 km del Passatore ( Firenze-Faenza) - 9h03'12"
- 11º alla Les 100 km de St. Nazaire les Eymes ( St. Nazaire les Eymes) - 8h17'14"
- 25º alla 100 km degli Etruschi ( Tuscania-Tarquinia) - 9h56'04"

2007
- 7º ai Campionati Europei di corsa su pista 24 h ( Madrid) - 232,231 km
- 15º alla 100 km del Passatore ( Firenze-Faenza) - 8h43'21"
- 12º alla 100 km degli Etruschi ( Tuscania-Tarquinia) - 8h40'18"

2008
- 18º ai Campionati Mondiali di corsa su pista 24 h ( Seul) - 232,843 km
- 71º alla 100 km del Passatore ( Firenze-Faenza) - 9h41'18"
- Bronzo alla Rimini Extreme ( Rimini), 100 km - 8h57'09"
- 15º alla Sicilia in 100 km ( Trapani-Palermo) - 10h53'18"
- 27º alla 100 km degli Etruschi ( Tuscania-Tarquinia) - 8h50'53"

2009
- Oro alla Golser Benefizultralauf, 48 h - 404,055 km
- Oro all'Ultramaratona Città di Fano ( Fano), 24 h - 236,776 km
- 17º alla 100 km di Seregno ( Seregno) - 8h38'15"

2010
- Oro a squadre ai Campionati Europei di corsa su pista 24 h ( Brive) - 758,392 km
- 11º ai Campionati Europei di corsa su pista 24 h ( Brive) - 246,026 km
- Oro alla 24 h del sole ( Palermo) - 225,41 km
- 23º alla 100 km di Seregno ( Seregno) - 8h35'04"
- 6º alla Lupatotissima ( San Giovanni Lupatoto), 100 km - 9h39'55"

2011
- Oro alla International 48-hour Ultramarathon Balatonfüred ( Lago Balaton) - 413,63 km
- Argento alla 24 h di Grenoble ( Grenoble) - 224,72 km
- 22º alla 100 km di Seregno ( Seregno) - 8h44'30"
- 4º alla 100 km di Asolo ( Asolo) - 9h54'00"

2012
- Oro alla 24 h del sole ( Palermo) - 246,19 km
- Oro all'Ultramaratona del Tricolore ( Reggio Emilia) - 128,851 km
- 36º alla 100 km del Passatore ( Firenze-Faenza) - 8h45'20"
- 8º alla Torino-Saint Vincent ( Torino), 100 km - 9h13'48"

2013
- 6º ai Campionati Europei di corsa su pista 24 h ( Steenbergen) - 244,334 km
- 5º all'Ultramaratona del Tricolore ( Reggio Emilia) - 125,781 km
- 10º alla 100 km delle Alpi ( Torino)- 9h24'38"
- 9º all'Ultra K Marathon ( Salsomaggiore Terme), 50 km - 3h53'17"

2014
- Oro alla 48hr Athens International Ultramarathon Festival ( Atene) - 407,885 km
- Oro alla 24 h per Telethon ( Lavello) - 228,935 km
- 5º all'Ultramaratona del Tricolore ( Reggio Emilia) - 128,33 km
- 33º alla 100 km del Passatore ( Firenze-Faenza) - 8h41'19"
- 11º all'Ultra K Marathon ( Salsomaggiore Terme), 50 km - 3h58'09"

2015
- 31º ai Campionati Mondiali e 21º ai Campionati Europei di 24 h su pista, alla 24 h di Torino ( Torino) - 238,02 km
- 27º alla 100 km del Passatore ( Firenze-Faenza) - 8h50'33"
- 11º alla 100 km Lauf Biel ( Bienne) - 8h31'11"

2016
- 16º alla 24h de l'Espoir de Borely
- 47º alla 100 km del Passatore ( Firenze-Faenza) - 9h29'14"
- Bronzo alla 100 km di Asolo ( Asolo) - 9h23'52"
- 4º alla 100 km delle Alpi (  Torino)- 9h08'18"

2017
- Oro alla Les 48 heures de Royan ( Royan) - 413,838 km
- Argento alla Self Transcendence 24 ore di Cesano Boscone ( Cesano Boscone) - 224,53 km
- 27º alla 100 km del Passatore ( Firenze-Faenza) - 8h53'31"

2018
- Oro alla Self Transcendence 24 ore di Cesano Boscone ( Cesano Boscone) - 224,248 km
- Argento alla Nove Colli Running ( Cesenatico), 202,4 km - 19h48'59"
- 11º alla 100 km di Seregno ( Seregno) - 8h17'08"
- Bronzo alla 100 km di Asolo - ( Asolo)

2019
- Argento all'EMU 6 Day World Trophy ( Lago Balaton), 6 giorni - 914,166 km

2021
- Bronzo ai Campionati Italiani di 24 ore ( Biella) - 232,315 km

2022
- 40º ai Campionati Europei delle 24ore ( Verona)- 243,718 km

- 332° alla Firenze Marathon ( Firenze) - 3h07'07''

- 10º alla 100 km del Passatore ( Firenze-Faenza) - 8h23'57"
- Argento alla 24h di Barcellona ( Barcellona) - 243,677 km

2023
- 11° alla ultramaratona del Conero ( Recanati) - 8:34':21"
- Oro alla 4ème 48 Heures de France ( Vallon Pont d'Arc) - 407,218 km